# Ange Édouard Poungui
Ange-Édouard Poungui, né en 1942 à Mouyondzi, est un homme d'État congolais. 

## Biographie
Il a été Premier ministre de la république populaire du Congo du 7 août 1984 au 7 août 1989, pendant la présidence de Denis Sassou-Nguesso. Il proposa au président Denis Sassou-Nguesso de passer au multipartisme et d'autoriser la constitution d'une opposition officielle. Le président s'opposa à cette proposition et Ange-Édouard Poungui, démissionna du poste de premier ministre. À ce jour, il est le seul premier ministre congolais à avoir décidé de quitter ses fonctions à la suite d'un désaccord avec le président Denis Sassou-Nguesso.
En 1997, il est forcé de quitter le Congo à la suite du coup d'État militaire du général Denis Sassou-Nguesso. L'ancien premier ministre rejoint alors l'opposition. Rentré au Congo en novembre 2006, il est choisi comme candidat à l'élection présidentielle de juillet 2009 par l'UPADS.

## Études
Licence en droit ancien régime Centre d’enseignement supérieur de Brazzaville (CESB), 1969.

## Cursus Professionnel
- 1994-1998 : directeur national de la Banque des États de l'Afrique centrale.
- 1979-1984 : directeur général de la Banque Commerciale Congolaise.
- 1975-1979 : directeur adjoint au directeur national de la Banque des États de l’Afrique centrale.
- 1975–1976 : stage au siège de la Banque Centrale à Paris.
- 1973 : détachement auprès de la Banque des États de l’Afrique centrale et nomination comme fondé de pouvoir.
- 1970 : titularisation au grade d’administrateur des SAF en catégorie AI.
- 1969 : intégration  à la fonction publique, en 1969, en qualité d’administrateur des SAF en catégorie AII suivie de stages auprès successivement de la Banque des États de l’Afrique centrale et du Cameroun (devancière de l’actuelle BEAC), de la BNDC et de la BCC.

## Fonctions électives
- 2008 : conseiller de la région de la Bouenza.
- 1992 : député de la Bouenza.
- 1991-1992 : conseiller de la République au sein du Conseil Supérieur de la République à l'issue de la Conférence nationale souveraine.

## Fonctions ministérielles et d'État
- 1989–1991 : président du Conseil Économique et Social.
- 1984-1989 : Premier ministre (succédant à Louis-Sylvain Goma).
- 1972-1973 : vice-président du Conseil d'État (succédant à Aloïse Moudileno Massengo[1]).
- 1971-1973 : ministre des Finances et du Budget.

## Fonctions politiques
- 28 novembre 1990 : démission du Parti congolais du travail (PCT) remise en main propre au président du comité central de ce parti.
- 30 septembre 1976 : membre du comité central du Parti congolais du travail.
- Mars 1970 : membre du bureau politique du Parti congolais du travail Chargé des Finances et Matériels à l'issue du congrès extraordinaire de mars 1970.
- Décembre 1969 : membre du Bureau Politique, membre titulaire du comité central du Parti congolais du travail, chargé des finances et Matériels à l'issue du congrès constitutif du Parti congolais du travail.
- 31 décembre 1968 : membre du directoire du Conseil national de la Révolution C.N.R., secrétaire chargé des relations extérieures.
- 5 août 1968 : membre du Conseil national de la Révolution C.N.R.
- 1967-1968 : président de l’Union générale des élèves et étudiants congolais (UGEEC).
- 1963-1964 : président de l’Association scolaire du Congo (ASCO).

## Publication
- Ange Édouard Poungui - Biographie, publications (livres, articles)
- 2008 : À cœur ouvert pour le Congo Brazzaville mon beau pays – L'Harmattan.